# Джураев, Рустам Мирзаевич
Рустам Мирзаевич Джураев (узб. Rustam Mirzayevich Jo’rayev; род. 26 июля 1968 г., Ташкент) — командующий Национальной гвардией Республики Узбекистан, генерал-майор. Председатель Федерации рукопашного боя правоохранительных органов Узбекистана и Федерации стрельбы из лука Узбекистана.

## Биография
Родился в 1968 году в Ташкенте. В 1986—1988 годах проходил военную службу. Имеет высшее образование, в 1994 году окончил Академию МВД Республики Узбекистан.
Трудовую деятельность начал в апреле 1989 года младшим следователем уголовного розыска. С 1994 по 2003 год работал следователем и старшим следователем Юнусабадского района Ташкента.
2003—2008 гг. — Служил на различных должностях в органах уголовного розыска и следственных управлениях МВД Республики Узбекистан.
2008—2012 гг. — Работал в Аппарате Президента Республики Узбекистан в должностях инспектора, ведущего инспектора, главного инспектора.
2012—2015 гг. — Заместитель начальника Ташкентского МИББ — Начальник следственного управления.
25 августа 2014 г. — «Заслуженный юрист Республики Узбекистан».
В феврале-октябре 2015 года— начальник УМВД Наманганской области.
2015—2017 гг. — начальник УМВД Хорезмской области.
2017—2018 гг. — Министр по чрезвычайным ситуациям Республики Узбекистан.
14 февраля 2018 года присвоено звание генерал-майора.
2018—2020 гг. — заместитель министра внутренних дел Республики Узбекистан, начальник Главного управления внутренних дел города Ташкента.
Указом Президента Республики Узбекистан от 16 марта 2020 года назначен командующим Национальной гвардией Республики Узбекистан.
11 сентября 2020 года избран председателем Федерации рукопашного боя правоохранительных органов Узбекистана.
27 сентября 2021 года избран председателем Федерации стрельбы из лука.